# Ostapiszki
Ostapiszki (błr. Астапішкі, Astapiszki, ros. Остапишки, Ostapiszki) – dawny chutor na Białorusi, w obwodzie grodzieńskim, w rejonie szczuczyńskim.

## Historia
Osada została opisana w Słowniku geograficznym Królestwa Polskiego. Z opisu wynika, że w 1886 roku wieś leżała w gminie Pokrowo, w okręgu wiejskim Chodziłonie w powiecie lidzkim w guberni wileńskiej. Mieszkało tu 54 mieszkańców, wieś należała do dóbr Kijuciowce (1805-1905) własności Zaleskich herbu Lubicz.
Chutor do 2013 r. wchodził w skład sielsowietu nowodworskiego, następnie do sielsowietu ostryńskiego. W 2018 r. miejscowość została zlikwidowana.